# Tāj Amīr
Tāj Amīr (persiska: تاج اَمير, تاج امیر) är en ort i Iran.   Den ligger i provinsen Lorestan, i den västra delen av landet, 400 km sydväst om huvudstaden Teheran. Tāj Amīr ligger 1 918 meter över havet och antalet invånare är 829.
Terrängen runt Tāj Amīr är varierad. Runt Tāj Amīr är det ganska tätbefolkat, med 72 invånare per kvadratkilometer. Närmaste större samhälle är Nūrābād, 18,5 km väster om Tāj Amīr. Trakten runt Tāj Amīr består i huvudsak av gräsmarker.